# Lerato Mbele
Lerato Mbele est une journaliste et animatrice sud-africaine travaillant pour la BBC. Mbele présente Talking Business Africa après avoir présenté Africa Business Report et Newsday.

## Jeunesse et formation
Mbele est née à Soweto, en Afrique du Sud et a grandi à Pimville. Elle est titulaire d'une licence en politique et relations internationales de l'Université du Cap ; elle bénéficie de la prestigieuse bourse d’études Chevening et obtient un master en développement à l’École des études orientales et africaines (SOAS) de l’université de Londres.

## Carrière
Mbele commence à travailler à la South African Broadcasting Corporation, la chaîne publique sud-africaine, en 1999, où elle va présenter le programme News at Ten, ainsi que l’émission hebdomadaire The Ambassadors. En 2007, Mbele rejoint CNBC Africa, lors de son lancement, et fait partie des principaux présentateurs commerciaux de la chaîne. Pendant son séjour à CNBC, elle a animé divers programmes réguliers et émissions spéciales sur la chaîne, en plus de la couverture de nombreux autres événements commerciaux, tels que le Forum économique mondial.
En 2012, Mbele rejoint BBC News pour lancer et présenter Newsday, une émission de radio emblématique de la tranche matinale sur le BBC World Service, avec Lawrence Pollard. Les deux journalistes la présentent de 6h à 8h30 (tranche matinale) chaque jour de la semaine. Elle est ensuite la présentatrice de Talking Business Africa, une émission sur le style de vie axé sur les entrepreneurs de premier plan et leur esprit d'entreprise, dans la salle de conférence et à l'usine, que Mbele explore à leurs côtés pour une expérience pratique. Elle est également la présentatrice de longue date d'Africa Business Report, une émission hebdomadaire qui fournit des analyses sur différents secteurs de l'économie dans les pays africains et présente également des personnalités d'affaires de premier plan du continent africain. Des interviews de Mbele paraissent également sur BBC World News et sur World Business Report. Elle devient l’une des stars de la télé sud-africaine.
Lerato Mbele réalise notamment des interviews  de personnalités célèbres, telles que trois prix Nobel de la paix (Kofi Annan, Wangari Maathai et F.W de Klerk), de même que Bill Gates, Olusegun Obansanjo, Goodluck Jonathan et Uhuru Kenyatta.
En 2014, Mbele est nommée Young Global Leader par le Forum économique mondial basé en Suisse, dans la cohorte sélectionnée cette année-là. Elle rejoint le club des 20 africains de moins de 40 ans, jeunes leaders mondiaux.
Elle épouse le banquier Rudy Roberts le 15 avril 2018.